# Infernal Affairs: Piekielna gra III
Infernal Affairs: Piekielna gra III (oryg. Mou gaan dou III: Jung gik mou gaan) – film z 2003 roku, w reżyserii Andrew Lau oraz Alana Maka.

## Obsada
- Andy Lau jako inspektora Lau Kin-Ming
- Tony Leung Chiu Wai jako Chan Wing-Yan
- Leon Lai jako inspektor Yeung Kam-Wing
- Chen Daoming jako inspektor Shen Cheng
- Kelly Chen jako Dr. Lee Sum-Yee
- Anthony Wong jako inspektor Wong Chi-Shing
- Eric Tsang jako Hon Sam
- Chapman To jako Tsui Wai-Keung
- Berg Ng jako inspektor Cheung
- Wan Chi-Keung jako oficer Leung
- Gordon Lam jako inspektor B
- Sammi Cheng jako Mary
- Edison Chen jako Lau Kin-Ming (młody)
- Shawn Yue jako Chan Wing-Yan (młody)
- Carina Lau jako Mary Hon
- Waise Lee jako Chun